# Flådestation Korsør
Flådestation Korsør (FLS KOR) er den ene af Søværnets to flådestationer i Danmark, den anden findes i Frederikshavn og er benævnt Flådestation Frederikshavn. Flådestation Korsør danner de fysiske rammer for Søværnets Operative Logistiske Støttecenter Korsør (OPLOG KOR) samt fungerer som administrativt hovedkvarter for 2. eskadre, samt nogle enheder fra 1. eskadre. Flådestationen er en af Korsørs største arbejdspladser. Indtil 2006 var Flådestation Korsør betegnelse for såvel etablissementet Flådestation Korsør samt organisationen Flådestation Korsør.
Fra 2006 gælder betegnelsen udelukkende selve etablissementet, mens alt service nu varetages af OPLOG KOR. Flådestationen blev oprettet 2. maj 1960. Dette gælder kun den operative del af skibene. Alt andet arbejdet foretages af Forsvarets Hovedværksteder, som er en del af Forsvarsministeriets Materiel- og Indkøbsstyrelse.

## Myndigheder placeret på flådestationen
- 1. Eskadre (1ESK).
- 2. Eskadre (2ESK).
- Søværnets Taktiske Stab (STS).
- Forsvarets Materieltjeneste (FMT). (forsvarets Hovedværksteder)
- Forsvarets Sundhedstjeneste (FSU).
- Vessel Traffic Service Storebælt (VTS Storebælt).
- Forsvarets Bygnings- og Etablissementstjeneste (FBE).

## Skibe der har basehavn på flådestation Korsør
- 3 fregatter af Iver Huitfeldt-klassen: F361 Iver Huitfeldt, F362 Peter Willemoes og F363 Niels Juel.
- 6 patruljefartøjer af Diana-klassen: P520 Diana, P521 Freja, P522 Havfruen, P523 Najaden, P524 Nymfen og P525 Rota.
- 1 miljøskib af Supply-klassen: A561 Gunnar Seidenfaden.
- 1 miljøskib af Seatruck-klassen: A563 Marie-Miljø.
- 1 miljøskib af Miljø-klassen: Y341 Miljø 103.
- 1 Marinehjemmeværnsfartøj af MHV 800-klassen: MHV 813 Baunen.

## Flådestationens geografiske områder
Flådestationen dækker følgende steder:
- Selve flådestationen i Korsør.
- Flådedepot Noret.
- Brændstofdepot ved Søskær Mose.